# Omwentelingen per minuut
Omwentelingen per minuut, toeren per minuut of rotation per minute (rpm) is een meeteenheid voor het beschrijven van het aantal toerental of de omwentelingsfrequentie: het aantal keren per tijdseenheid minuut dat een object om een omwentelingsas draait. De omwentelingssnelheid kan worden uitgedrukt in omwentelingen per minuut, maar ook in omwentelingen per seconde. De snelheid waarmee iets ronddraait kan ook uitgedrukt worden in een hoeksnelheid in radialen per seconde.
De meeteenheid omwentelingen per minuut is geen SI-eenheid, maar er wordt wel veel gebruik van gemaakt. De SI-eenheid voor rotatie is hertz, dat wil zeggen aantal omwentelingen per seconde. De eenheid hertz kan voor elk periodiek verschijnsel gebruikt worden, dus ook voor een rotatie van een propeller, een automotor, een generator etc.

## Omrekeningsfactoren
1 rpm ≈ (2π radialen) / (60 seconden) ≈ 0,104720 rad/s
1 rpm = 1/60 omwentelingen per seconde ≈ 0,01666 hertz
60 rpm = 1 hertz

## Voorbeelden
De snelheid van grammofoonplaten wordt aangeduid in toeren per minuut, vaak verkort tot alleen "toeren". Platen hebben vanouds een draaisnelheid van 777/8 (steeds aangeduid als 78) toeren. Vanaf 1949 ook 45 en 331/3 (kortweg 33) toeren. Voor taalcursussen werd soms 162/3 (kortweg 16) toeren gebruikt.
De turbine van een straalmotor draait met een toerental van 25.000 tot 40.000 per minuut. Een normale viertakt-benzinemotor van een auto draait met een toerental dat doorgaans varieert tussen 700 en 6500 toeren per minuut, bij racemotoren ligt dat al boven de 10.000. 
De afgeleide SI-eenheid voor frequentie is hertz (Hz) met de dimensie 1/seconde (1/s). Het aantal omwentelingen per minuut kan naar hertz worden omgerekend door de waarde rpm door 60 te delen.